# 翼齒六棱菊
翼齿六棱菊（学名：Laggera crispata）是菊科六棱菊属多年生草本植物。全草高1米左右，有强烈臭气。分布于非洲、中南半岛、印度以及中国大陆的贵州、云南、四川、广西、湖北等地，生长于海拔180米至2,400米的地区，多生长于空旷草地和山谷疏林中。

## 别名
臭灵丹（种子植物名称）

## 中藥
有清热、解毒、消肿等疗效。

## 特征[1]
草本植物。
茎直立，粗壮或细弱，上部分枝，高达1米，基部径约5毫米，具沟纹，疏被短柔毛或杂有腺体，或有时无毛，茎翅连续或有时间断，宽不超过2毫米，有不整齐的粗齿或细齿，节间长1-3厘米。
中部叶倒卵形或倒卵状椭圆形，稀椭圆形，无柄，长7-10 (15) 厘米，宽2-3.5 (7) 厘米，基部长渐狭或渐狭，沿茎下延成茎翅，顶端短尖或钝，两面疏被柔毛和杂以腺体，中脉和7-10对侧脉在下面稍凸起，网脉略明显；上部叶小，倒卵形或长圆形，长2-3厘米，宽5-10毫米，顶端钝或短尖，边缘锯齿较小。
头状花序多数，径约10毫米，在茎枝顶端排列成总状或近伞房状的大型圆锥花序，花序梗长约2厘米，无翅，密被腺状短柔毛；总苞近钟形，长约8毫米；总苞片约7层，外层绿色或中部以上绿色，叶质或基部之边缘干膜质，长圆形或长圆状披针形，长4-5毫米，顶端短尖，背面被腺状短柔毛，内层上部有时紫红色，干膜质，线形，长6-8毫米，顶端渐尖，背面脊处被腺状短柔毛或无毛，最内层极狭，通常丝状。雌花多数，花冠丝状，长约7毫米，顶端有4-5小齿。两性花约与雌花等长，花冠管状，向上渐扩大，檐部通常5裂，裂片卵状或卵状渐尖，背面有乳头状突起。
瘦果近纺锤形，有10棱，长约10毫米，被白色长柔毛。冠毛白色，易脱落，长约6毫米。
花期4-10月。